# Tirreno–Adriatico 2022
Die Radfernfahrt Tirreno–Adriatico 2022 war die 57. Austragung des italienischen Etappenrennens. Das Radrennen fand vom 7. bis zum 13. März im Rahmen von sieben Etappen statt und war Teil der UCI WorldTour 2022. Anders als in den vergangenen Jahren wurde Tirreno-Adriatico 2022 parallel zu Paris–Nizza ausgetragen.
Der Gesamtsieg ging zum zweiten Mal in Folge an Tadej Pogačar (UAE Team Emirates) vor Jonas Vingegaard (Jumbo-Visma) und Mikel Landa (Bahrain Victorious). Tadej Pogačar gewann zudem die Sprintwertung und die Nachwuchswertung. Die Bergwertung sicherte sich Quinn Simmons (Trek-Segafredo) und die Mannschaftswertung gewann das Team Bahrain Victorious.

## Streckenführung
Insgesamt legten die Fahrer in den sieben Etappen 1131,9 Kilometer zurück. Es standen fünf hüglige und eine Bergetappe sowie ein Einzelzeitfahren am Programm. Die Strecke führte von Lido di Camaiore an der tyrrhenischen Küste nach San Benedetto del Tronto an der adriatischen Küste. Dazwischen musste der Apennin überquert werden. Zum ersten Mal seit 2010 endete das Rennen nicht mit einem Einzelzeitfahren. Zudem gab es im Rahmen der 57. Austragung keine Bergankunft. Der höchste Punkt der Rundfahrt war der Monte Carpegna auf 1367 m Seehöhe.
| Etappe         | Datum             | Strecke                                             | Typ                 | km     |
| -------------- | ----------------- | --------------------------------------------------- | ------------------- | ------ |
| 1              | Mo, 7. März 2021  | Lido di Camaiore – Lido di Camaiore                 | Einzelzeitfahren    | 13,9   |
| 2              | Di, 8. März 2021  | Camaiore – Sovicille                                | Mittelgebirgsetappe | 219    |
| 3              | Mi, 9. März 2021  | Murlo – Terni                                       | Mittelgebirgsetappe | 170    |
| 4              | Do, 10. März 2021 | Cascata delle Marmore – Bellante                    | Mittelgebirgsetappe | 202    |
| 5              | Fr, 11. März 2021 | Sefro – Fermo                                       | Mittelgebirgsetappe | 155    |
| 6              | Sa, 12. März 2021 | Apecchio – Carpegna                                 | Hochgebirgsetappe   | 213    |
| 7              | So, 13. März 2021 | San Benedetto del Tronto – San Benedetto del Tronto | Mittelgebirgsetappe | 159    |
| Gesamtdistanz: | Gesamtdistanz:    | Gesamtdistanz:                                      | Gesamtdistanz:      | 1131,9 |

## Reglement
Im Rahmen der 57. Auflage wurden Trikots für die Gesamtwertung (blau), Sprintwertung (violett), Bergwertung (grün) und Nachwuchswertung (weiß) vergeben. Zusätzlich gab es eine Teamwertung.
Für die Teamwertung wurden die Zeiten der drei besten Fahrer pro Etappe zusammengezählt. Während den Etappen gab es die Möglichkeit, Zeitbonifikationen zu gewinnen, um sich in der Gesamtwertung zu verbessern. Die Vergabe der Sekunden sowie der Punkte für die Sprint- und Bergwertung wird in der folgenden Tabelle erklärt.
|                 |                      | 1. | 2. | 3. | 4. | 5. | 6. | 7. | 8. | 9. | 10. | Platz    |
| Sprintwertung   | Zielankunft          | 12 | 10 | 8  | 7  | 6  | 5  | 4  | 3  | 2  | 1   | Punkte   |
| Sprintwertung   | Zwischensprint       | 5  | 3  | 2  | 1  |    |    |    |    |    |     | Punkte   |
| Bergwertung     | ‘Superior’ Kategorie | 15 | 10 | 7  | 5  | 3  | 2  | 1  |    |    |     | Punkte   |
| Bergwertung     | kategorisiert        | 5  | 3  | 2  | 1  |    |    |    |    |    |     | Punkte   |
| Bonussekununden | Zielankunft          | 10 | 6  | 4  |    |    |    |    |    |    |     | Sekunden |
| Bonussekununden | Zwischensprint       | 3  | 2  | 1  |    |    |    |    |    |    |     | Sekunden |

## Teilnehmende Mannschaften und Fahrer
Neben den 18 UCI WorldTeams standen 6 UCI ProTeams am Start. Für jedes Team, mit Ausnahme von Cofidis, starteten sieben Fahrer. Ursprünglich hätte auch das russische Team Gazprom-RusVelo am Rennen teilgenommen sollen. Aufgrund der russischen Invasion auf die Ukraine wurde dem Team jedoch die Registrierung von der Union Cycliste Internationale (UCI) entzogen. Von den 167 Startern erreichten 143 Fahrer das Ziel in San Benedetto del Tronto.
Neben dem Titelverteidiger Tadej Pogačar (UAE Team Emirates) starteten mit Remco Evenepoel (Quick-Step Alpha Vinyl Team), Richard Carapaz (Ineos Grenadiers), Miguel Ángel López (Astana Qazaqstan Team), Sepp Kuss, Jonas Vingegaard (beide Jumbo-Visma), Rigoberto Urán (EF Education-EasyPost), Enric Mas (Movistar Team), Wilco Kelderman, Emanuel Buchmann (Bora-Hansgrohe), Mikel Landa (Bahrain Victorious), Romain Bardet (Team DSM) und Thibaut Pinot (Groupama-FDJ) mehrere Gesamtklassementfahrer bei dem Rennen.
Von den Sprintern galten neben Caleb Ewan (Lotto Soudal), Mark Cavendish (Quick-Step Alpha Vinyl Team), Tim Merlier (Alpecin-Fenix), Arnaud Démare (Groupama-FDJ), Elia Viviani (Ineos Grenadiers), Giacomo Nizzolo (Israel-Premier Tech), Michael Matthews (Team BikeExchange-Jayco), Alexander Kristoff (Intermarché-Wanty-Gobert Matériaux) und Matteo Moschetti (Trek-Segafredo) als mögliche Etappensieger.
Bei dem Zeitfahren der ersten Etappe galt Filippo Ganna (Ineos Grenadiers) als Favorit. Weitere Fahrer mit Siegchancen waren Edoardo Affini (Jumbo-Visma), Remco Evenepoel und Kasper Asgreen (Quick-Step Alpha Vinyl Team).
Weitere interessante Fahrer waren der Weltmeister Julian Alaphilippe (Quick-Step Alpha Vinyl Team), Peter Sagan (TotalEnergies) und Greg Van Avermaet (AG2R Citroën Team).
| UCI WorldTeams | UCI WorldTeams        | UCI WorldTeams | UCI WorldTeams                    | UCI WorldTeams | UCI WorldTeams          | UCI ProTeams | UCI ProTeams                    |
| -------------- | --------------------- | -------------- | --------------------------------- | -------------- | ----------------------- | ------------ | ------------------------------- |
| ACT            | AG2R Citroën Team     | IGD            | Ineos Grenadiers                  | BEX            | Team BikeExchange-Jayco | AFC          | Alpecin-Fenix                   |
| AST            | Astana Qazaqstan Team | IWG            | Intermaché-Wanty-Gobert Matériaux | DSM            | Team DSM                | BCF          | Bardiani CSF Faizanè            |
| TBV            | Bahrain Victorious    | IPT            | Israel-Premier Tech               | TFS            | Trek-Segafredo          | DRA          | Drone Hopper-Androni Giocattoli |
| BOH            | Bora-Hansgrohe        | TJV            | Jumbo-Visma                       | UAD            | UAE Team Emirates       | EOK          | Eolo-Kometa Cycling Team        |
| COF            | Cofidis               | LTS            | Lotto Soudal                      |                |                         | ARK          | Team Arkéa-Samsic               |
| EFE            | EF Education-EasyPost | MOV            | Movistar Team                     |                |                         | TEN          | TotalEnergies                   |
| GFC            | Groupama-FDJ          | QST            | Quick-Step Alpha Vinyl Team       |                |                         |              |                                 |

## Rennverlauf und Ergebnisse
Das Zeitfahren der ersten Etappe gewann Filippo Ganna (Ineos Grenadiers) und schlüpfte als erster ins blaue Trikot des Gesamtführenden. Dahinter folgten Remco Evenepoel (Quick-Step Alpha Vinyl) und Tadej Pogačar (UAE Team Emirates) mit 10 bzw. 17 Sekunden Rückstand. Die weiteren Gesamtklassementfahrer verloren bereits einiges an Zeit. Miguel Ángel López (Astana Qazaqstan Team), Richard Carapaz (Ineos Grenadiers) und Jonas Vingegaard (Jumbo-Visma) verloren weniger als eine Minute auf den Tagessieger. Sepp Kuss (Jumbo-Visma) und Emanuel Buchmann (Bora-Hansgrohe) hingegen verloren über eineinhalb Minuten.
Die Zweite Etappe gewann Tim Merlier (Alpecin-Fenix) in einem Massensprint vor Olav Kooij (Jumbo-Visma) und Kaden Groves (BikeExchange-Jayco). Tadej Pogačar holte als dritter beim Zwischensprint eine Bonussekunde. Die Dritte Etappe endete ebenfalls in einem Massensprint, den Caleb Ewan (Lotto Soudal) vor Arnaud Démare (Groupama-FDJ) und Olav Kooij gewann. Rund 28 Kilometer vor dem Ziel sicherte sich Tadej Pogačar bei dem Zwischensprint weitere 3 Bonussekunden und versuchte sich anschließend gemeinsam mit seinem Teamkollegen Marc Soler, Julian Alaphilippe (Quick-Step Alpha Vinyl) und Tao Geoghegan Hart (Ineos Grenadiers) vom Feld abzusetzen. Die Ausreißer wurden jedoch 11 Kilometer vor dem Ziel wieder eingeholt. Filippo Ganna behielt das blaue Trikot vor Remco Evenepoel und Tadej Pogačar dessen Rückstand nun 14 Sekunden betrug.
Auf der Vierten Etappe eröffnete Remco Evenepoel das Finale rund 40 Kilometer vor dem Ziel. Der Belgier griff bei der ersten Überquerung des Schlussanstiegs, der dreimal befahren werden musste, an und setzte sich mit Tadej Pogačar, Filippo Ganna und Jai Hindley (Bora-Hansgrohe) vom Hauptfeld ab. Das Quartett konnte zwischenzeitlich zwar einen Vorsprung von einer halben Minute herausfahren, wurde jedoch 30 Kilometer vor dem Ziel wieder gestellt. Auf der letzten Runde attackierten mehrere unterschiedliche Fahrer auf dem Schlussanstieg, da kein Team in der Lage war das Rennen zu kontrollieren. Tadej Pogačar griff auf den letzten 400 Metern an, gewann die Etappe und übernahm die Gesamtführung. Remco Evenepoel verlor fünf Sekunden und lagnun in der Gesamtwertung mit neun Sekunden Rückstand auf dem zweiten Rang.
Auf der Fünften Etappe attackierte Remco Evenepoel erneut. Rund 9 Kilometer vor dem Ziel griff er kurz vor der vorletzten Bergwertung an und setzte sich gemeinsam mit dem gesamtführenden Tadej Pogačar und Jonas Vingegaard von den anderen Favoriten ab. In der anschließenden Abfahrt verpasste das Trio jedoch eine Abzweigung, musst umdrehen und wurde aus diesem Grund wieder gestellt. Den Etappensieg holte sich Warren Barguil (Arkéa-Samsic), der sich im hügligen Finale von den übrigen Fahrern der Ausreißergruppe absetzte und Solo im Ziel ankam. In der Gesamtwertung kam es nur zu geringen Veränderungen. Einzig Filippo Ganna verlor viel Zeit und fiel aus den Top 10.
Die Sechste Etappe führte zweimal über den Monte Carpegna (1358 m) und wurde von dem Gesamtführenden Tadej Pogačar gewonnen. Bereits bei der ersten Auffahrt zum Berg der ‘Superior’ Kategorie wurde Remco Evenepoel von der Favoritengruppe distanziert und verlor als 13. etwa vier Minuten auf den Tagessieger. Bei der zweiten Auffahrt griff Tadej Pogačar rund 16 Kilometer vor dem Ziel an und konnte sich sofort lösen. Hinter ihm bildete sich eine Gruppe um Jonas Vingegaard, Mikel Landa (Bahrain Victorious), Enric Mas (Movistar Team) und Richie Porte (Ineos Grenadiers). Auf der vom Schnee glatten Fahrbahn kam Enric Mas zu Sturz und fiel zurück. Auch Richie Porte versteuerte sich und erreichte das Ziel mit einer halben Minute Rückstand auf Jonas Vingegaard und Mikel Landa, die jeweils rund eine Minute auf Tadej Pogačar verloren. In der Gesamtwertung hatte die Königsetappe für eine Vorentscheidung gesorgt. Der Vorsprung von Tadej Pogačar beträgt nun fast zwei Minuten auf Jonas Vingegaard und zweieinhalb Minuten auf Mikel Landa. Remco Evenepoel fiel in der Gesamtwertung auf Platz elf zurück mit einem Rückstand von fast viereinhalb Minuten.
Die Siebte und letzte Etappe endete in einem Massensprint der von Phil Bauhaus (Bahrain Victorious) vor Giacomo Nizzolo (Israel-Premier Tech) und Kaden Groves gewonnen wurde. Es muss jedoch angemerkt werden, das zahlreiche Top-Sprinter wie Caleb Ewan und Tim Merlier die Rundfahrt zwischenzeitlich verlassen hatten. In der Gesamtwertung kam es zu keinen Veränderungen. Tadej Pogačar verteidigte den Fernfahrtsieg und gewann zudem das Trikot des besten Sprinters und Nachwuchsfahrers.
Etappe 1: Lido di Camaiore – Lido di Camaiore (13,9km)
Die erste Etappe wurde im Rahmen eines Einzelzeitfahren mit Start und Ziel in Lido di Camaiore ausgetragen.
| Platz | Fahrer            | Nation | Team                        | Zeit                   |
| ----- | ----------------- | ------ | --------------------------- | ---------------------- |
| 01.   | Filippo Ganna     | ITA    | Ineos Grenadiers            | 0:15:17 h (54,56 km/h) |
| 02.   | Remco Evenepoel   | BEL    | Quick-Step Alpha Vinyl Team | + 0:10 min             |
| 03.   | Tadej Pogačar     | SLO    | UAE Team Emirates           | + 0:17 min             |
| 04.   | Kasper Asgreen    | DEN    | Quick-Step Alpha Vinyl Team | + 0:23 min             |
| 05.   | Alex Dowsett      | GBR    | Israel-Premier Tech         | + 0:25 min             |
| 06.   | Thymen Arensman   | NED    | Team DSM                    | + 0:27 min             |
| 07.   | Tobias Ludvigsson | SWE    | Groupama-FDJ                | + 0:31 min             |
| 08.   | Jos van Emden     | NED    | Jumbo-Visma                 | + 0:33 min             |
| 09.   | Mikkel Bjerg      | DEN    | UAE Team Emirates           | + 0:38 min             |
| 10.   | Matteo Sobrero    | ITA    | Astana Qazaqstan Team       | "                      |

| Platz | Fahrer            | Nation | Team                        | Zeit       |
| ----- | ----------------- | ------ | --------------------------- | ---------- |
| 01.   | Filippo Ganna     | ITA    | Ineos Grenadiers            | 0:15:17 h  |
| 02.   | Remco Evenepoel   | BEL    | Quick-Step Alpha Vinyl Team | + 0:11 min |
| 03.   | Tadej Pogačar     | SLO    | UAE Team Emirates           | + 0:18 min |
| 04.   | Kasper Asgreen    | DEN    | Quick-Step Alpha Vinyl Team | + 0:24 min |
| 05.   | Alex Dowsett      | GBR    | Israel-Premier Tech         | + 0:25 min |
| 06.   | Thymen Arensman   | NED    | Team DSM                    | + 0:28 min |
| 07.   | Tobias Ludvigsson | SWE    | Groupama-FDJ                | + 0:32 min |
| 08.   | Jos van Emden     | NED    | Jumbo-Visma                 | + 0:33 min |
| 09.   | Mikkel Bjerg      | DEN    | UAE Team Emirates           | + 0:39 min |
| 10.   | Matteo Sobrero    | ITA    | Team BikeExchange-Jayco     | "          |

Etappe 2: Camaiore – Sovicille (219km)
Die zweite und längste Etappe führte von Camaiore über die Hügel der Toskana nach Sovicille. Vorbei an Pisa und Lucca ging es in Richtung Süden. Rund 80 Kilometer vor dem Ziel erreichten die Fahrer einen Rundkurs auf dem eine Bergwertung (La Pineta, 449 m) und ein Zwischensprint (Chiusdino) ausgetragen wurden.
| Platz | Fahrer           | Nation | Team                        | Zeit                   |
| ----- | ---------------- | ------ | --------------------------- | ---------------------- |
| 01.   | Tim Merlier      | BEL    | Alpecin-Fenix               | 5:25:23 h (40,38 km/h) |
| 02.   | Olav Kooij       | NED    | Jumbo-Visma                 | "                      |
| 03.   | Kaden Groves     | AUS    | Team BikeExchange-Jayco     | "                      |
| 04.   | Peter Sagan      | SVK    | TotalEnergies               | "                      |
| 05.   | Simone Consonni  | ITA    | Cofidis                     | "                      |
| 06.   | Phil Bauhaus     | GER    | Bahrain Victorious          | "                      |
| 07.   | Davide Ballerini | ITA    | Quick-Step Alpha Vinyl Team | "                      |
| 08.   | Giacomo Nizzolo  | ITA    | Israel-Premier Tech         | "                      |
| 09.   | Jacopo Guarnieri | ITA    | Groupama-FDJ                | "                      |
| 10.   | Andrea Vendrame  | ITA    | AG2R Citroën Team           | "                      |

| Platz | Fahrer            | Nation | Team                        | Zeit       |
| ----- | ----------------- | ------ | --------------------------- | ---------- |
| 01.   | Filippo Ganna     | ITA    | Ineos Grenadiers            | 5:40:40 h  |
| 02.   | Remco Evenepoel   | BEL    | Quick-Step Alpha Vinyl Team | + 0:11 min |
| 03.   | Tadej Pogačar     | SLO    | UAE Team Emirates           | + 0:17 min |
| 04.   | Kasper Asgreen    | DEN    | Quick-Step Alpha Vinyl Team | + 0:24 min |
| 05.   | Alex Dowsett      | GBR    | Israel-Premier Tech         | + 0:25 min |
| 06.   | Thymen Arensman   | NED    | Team DSM                    | + 0:28 min |
| 07.   | Tobias Ludvigsson | SWE    | Groupama-FDJ                | + 0:32 min |
| 08.   | Jos van Emden     | NED    | Jumbo-Visma                 | + 0:33 min |
| 09.   | Matteo Sobrero    | ITA    | Team BikeExchange-Jayco     | + 0:39 min |
| 10.   | Lawson Craddock   | USA    | Team BikeExchange-Jayco     | "          |

Etappe 3: Murlo – Terni (170km)
Die dritte Etappe startete in Murlo und führte weiter Richtung Süden nach Terni. Auf der Etappe mussten eine kategorisierte Bergwertung (La Foce, 551 m) sowie eine Sprintwertungen (Amelia) absolviert werden.
| Platz | Fahrer           | Nation | Team               | Zeit                   |
| ----- | ---------------- | ------ | ------------------ | ---------------------- |
| 01.   | Caleb Ewan       | AUS    | Lotto Soudal       | 4:07:24 h (41,22 km/h) |
| 02.   | Arnaud Démare    | FRA    | Groupama-FDJ       | "                      |
| 03.   | Olav Kooij       | NED    | Jumbo-Visma        | "                      |
| 04.   | Nacer Bouhanni   | FRA    | Team Arkéa-Samsic  | "                      |
| 05.   | Tim Merlier      | BEL    | Alpecin-Fenix      | "                      |
| 06.   | Pascal Ackermann | GER    | UAE Team Emirates  | "                      |
| 07.   | Phil Bauhaus     | GER    | Bahrain Victorious | "                      |
| 08.   | Simone Consonni  | ITA    | Cofidis            | "                      |
| 09.   | Elia Viviani     | ITA    | Ineos Grenadiers   | "                      |
| 10.   | Matteo Moschetti | ITA    | Trek-Segafredo     | "                      |

| Platz | Fahrer             | Nation | Team                        | Zeit       |
| ----- | ------------------ | ------ | --------------------------- | ---------- |
| 01.   | Filippo Ganna      | ITA    | Ineos Grenadiers            | 9:48:04 h  |
| 02.   | Remco Evenepoel    | BEL    | Quick-Step Alpha Vinyl Team | + 0:11 min |
| 03.   | Tadej Pogačar      | SLO    | UAE Team Emirates           | + 0:14 min |
| 04.   | Alex Dowsett       | GBR    | Israel-Premier Tech         | + 0:25 min |
| 05.   | Thymen Arensman    | NED    | Team DSM                    | + 0:28 min |
| 06.   | Tobias Ludvigsson  | SWE    | Groupama-FDJ                | + 0:32 min |
| 07.   | Kasper Asgreen     | DEN    | Quick-Step Alpha Vinyl Team | + 0:36 min |
| 08.   | Benjamin Thomas    | FRA    | Cofidis                     | + 0:42 min |
| 09.   | Miguel Ángel López | COL    | Astana Qazaqstan Team       | "          |
| 10.   | Jos van Emden      | NED    | Jumbo-Visma                 | + 0:45 min |

Etappe 4: Cascata delle Marmore – Bellante (202km)
Die vierte Etappe startete bei den Cascata delle Marmore und endete in Bellante. Die Strecke führte Richtung Osten und begann mit einem kategorisierten Anstieg auf den Valico Torre Fuscello (1115 m). Nach einem Zwischensprint in Ascoli Piceno erreichten die Fahrer einen 20,6 Kilometer langen Rundkurs der zweimal absolviert wurde. Das Ziel befand sich am Ende eines fünf Kilometer langen Anstiegs in Bellante. Dieser war kategorisiert und musste dreimal befahren werden.
| Platz | Fahrer             | Nation | Team                        | Zeit                   |
| ----- | ------------------ | ------ | --------------------------- | ---------------------- |
| 01.   | Tadej Pogačar      | SLO    | UAE Team Emirates           | 4:48:39 h (41,98 km/h) |
| 02.   | Jonas Vingegaard   | DEN    | Jumbo-Visma                 | + 0:02 min             |
| 03.   | Victor Lafay       | FRA    | Cofidis                     | "                      |
| 04.   | Remco Evenepoel    | BEL    | Quick-Step Alpha Vinyl Team | "                      |
| 05.   | Giulio Ciccone     | ITA    | Trek-Segafredo              | + 0:05 min             |
| 06.   | Tao Geoghegan Hart | GBR    | Ineos Grenadiers            | "                      |
| 07.   | Enric Mas          | ESP    | Movistar Team               | "                      |
| 08.   | Wilco Kelderman    | NED    | Bora-Hansgrohe              | "                      |
| 09.   | Mikel Landa        | ESP    | Bahrain Victorious          | "                      |
| 10.   | Jai Hindley        | AUS    | Bora-Hansgrohe              | "                      |

| Platz | Fahrer             | Nation | Team                        | Zeit       |
| ----- | ------------------ | ------ | --------------------------- | ---------- |
| 01.   | Tadej Pogačar      | SLO    | UAE Team Emirates           | 14:36:47 h |
| 02.   | Remco Evenepoel    | BEL    | Quick-Step Alpha Vinyl Team | + 0:09 min |
| 03.   | Filippo Ganna      | ITA    | Ineos Grenadiers            | + 0:21 min |
| 04.   | Thymen Arensman    | NED    | Team DSM                    | + 0:36 min |
| 05.   | Tao Geoghegan Hart | GBR    | Ineos Grenadiers            | + 0:43 min |
| 06.   | Jonas Vingegaard   | DEN    | Jumbo-Visma                 | + 0:45 min |
| 07.   | Miguel Ángel López | COL    | Astana Qazaqstan Team       | + 0:50 min |
| 08.   | Marc Soler         | ESP    | UAE Team Emirates           | + 0:56 min |
| 09.   | Richie Porte       | AUS    | Ineos Grenadiers            | + 1:02 min |
| 10.   | Wilco Kelderman    | NED    | Bora-Hansgrohe              | + 1:04 min |

Etappe 5: Sefro – Fermo (155km)
Die fünfte Etappe startete in Sefro und führte über einen hügligen Parcours nach Fermo. Zunächst führte die Strecke über den kategorisierten Anstieg des Monte Urano (234m) zur adriatischen Küste. Anschließend folgte ein Zwischensprint am Ende eines Anstieges in Capodarco, sowie die erste Zieldurchfahrt. 9 Kilometer vor dem Ziel folgte eine kategorisierte Bergwertung in Fermo-Madonna d’Ete (218m). Nach einem weiteren kurzen steilen Anstieg erreichten die Fahrer die letzten Kilometer, die bergauf zur Bergwertung nach Fermo führten (318m).
| Platz | Fahrer           | Nation | Team                        | Zeit                   |
| ----- | ---------------- | ------ | --------------------------- | ---------------------- |
| 01.   | Warren Barguil   | FRA    | Team Arkéa-Samsic           | 3:39:53 h (42,29 km/h) |
| 02.   | Xandro Meurisse  | BEL    | Alpecin-Fenix               | + 0:10 min             |
| 03.   | Simone Velasco   | ITA    | Astana Qazaqstan Team       | + 0:14 min             |
| 04.   | Nélson Oliveira  | POR    | Movistar Team               | + 0:15 min             |
| 05.   | Richie Porte     | AUS    | Ineos Grenadiers            | + 0:26 min             |
| 06.   | Tadej Pogačar    | SLO    | UAE Team Emirates           | + 0:28 min             |
| 07.   | Jonas Vingegaard | DEN    | Jumbo-Visma                 | "                      |
| 08.   | Enric Mas        | ESP    | Movistar Team               | "                      |
| 09.   | Remco Evenepoel  | BEL    | Quick-Step Alpha Vinyl Team | "                      |
| 10.   | Jai Hindley      | AUS    | Bora-Hansgrohe              | "                      |

| Platz | Fahrer             | Nation | Team                        | Zeit       |
| ----- | ------------------ | ------ | --------------------------- | ---------- |
| 01.   | Tadej Pogačar      | SLO    | UAE Team Emirates           | 18:17:08 h |
| 02.   | Remco Evenepoel    | BEL    | Quick-Step Alpha Vinyl Team | + 0:09 min |
| 03.   | Thymen Arensman    | NED    | Team DSM                    | + 0:43 min |
| 04.   | Jonas Vingegaard   | DEN    | Jumbo-Visma                 | + 0:45 min |
| 05.   | Miguel Ángel López | COL    | Astana Qazaqstan Team       | + 1:00 min |
| 06.   | Richie Porte       | AUS    | Ineos Grenadiers            | "          |
| 07.   | Tao Geoghegan Hart | GBR    | Ineos Grenadiers            | + 1:02 min |
| 08.   | Jai Hindley        | AUS    | Bora-Hansgrohe              | + 1:06 min |
| 09.   | Enric Mas          | ESP    | Movistar Team               | + 1:11 min |
| 10.   | Wilco Kelderman    | NED    | Bora-Hansgrohe              | + 1:14 min |

Etappe 6: Apecchio – Carpegna (215km)
Die sechste und einzige Bergetappe startete in Apecchio und endete in Carpegna. Zunächst wurde eine Bergwertung in Mombaroccio (305 m) und eine Sprintwertung in Urbino  ausgetragen. Rund 38 Kilometer vor dem Ziel erreichten die Fahrer zum ersten Mal den Zielort Carapegna. Anschließend folgten zwei Runden, auf denen jeweils der Monte Carpegna (1358 m) einmal überquert wurde. Mit einer Länge von 6 Kilometern und einer durchschnittlichen Steigung von 9,9 % stellte der Anstieg die größte Schwierigkeit des Rennens dar und wurde mit der ‘Superior’ Kategorie bewertet. Nach der Bergwertung folgte jeweils eine technisch anspruchsvolle Abfahrt. Die letzten Kilometer führten leicht bergauf zum Ziel.
| Platz | Fahrer           | Nation | Team               | Zeit                   |
| ----- | ---------------- | ------ | ------------------ | ---------------------- |
| 01.   | Tadej Pogačar    | SLO    | UAE Team Emirates  | 5:28:57 h (39,21 km/h) |
| 02.   | Jonas Vingegaard | DEN    | Jumbo-Visma        | + 1:03 min             |
| 03.   | Mikel Landa      | ESP    | Bahrain Victorious | "                      |
| 04.   | Richie Porte     | AUS    | Ineos Grenadiers   | + 1:34 min             |
| 05.   | Damiano Caruso   | ITA    | Bahrain Victorious | + 1:49 min             |
| 06.   | Jai Hindley      | AUS    | Bora-Hansgrohe     | "                      |
| 07.   | Thibaut Pinot    | FRA    | Groupama-FDJ       | "                      |
| 08.   | Giulio Ciccone   | ITA    | Trek-Segafredo     | + 2:23 min             |
| 09.   | Pello Bilbao     | ESP    | Bahrain Victorious | "                      |
| 10.   | Thymen Arensman  | NED    | Team DSM           | "                      |

| Platz | Fahrer           | Nation | Team               | Zeit       |
| ----- | ---------------- | ------ | ------------------ | ---------- |
| 01.   | Tadej Pogačar    | SLO    | UAE Team Emirates  | 23:45:55 h |
| 02.   | Jonas Vingegaard | DEN    | Jumbo-Visma        | + 1:52 min |
| 03.   | Mikel Landa      | ESP    | Bahrain Victorious | + 2:33 min |
| 04.   | Richie Porte     | AUS    | Ineos Grenadiers   | + 2:44 min |
| 05.   | Jai Hindley      | AUS    | Bora-Hansgrohe     | + 3:05 min |
| 06.   | Thymen Arensman  | NED    | Team DSM           | + 3:16 min |
| 07.   | Damiano Caruso   | ITA    | Bahrain Victorious | + 3:20 min |
| 08.   | Thibaut Pinot    | FRA    | Groupama-FDJ       | + 3:37 min |
| 09.   | Pello Bilbao     | ESP    | Bahrain Victorious | + 3:51 min |
| 10.   | Giulio Ciccone   | ITA    | Trek-Segafredo     | + 4:03 min |

Etappe 7: San Benedetto del Tronto – San Benedetto del Tronto (159km)
Die siebte und letzte Etappe führte von San Benedetto del Tronto aus zunächst landeinwärts, wo nach 69 Kilometern eine Bergwertung in Ripatransone (494m) auf dem Programm stand. Anschließend führte die Strecke zurück nach San Benedetto del Tronto, wo die letzten 73 Kilometer auf einem flachen Rundkurs ausgetragen wurden (5 Runden zu jeweils 14,6 Kilometer). Nach Rund 115 Kilometern erfolgte ein Zwischensprint bei der dritten Zieldurchfahrt.
| Platz | Fahrer               | Nation | Team                               | Zeit                   |
| ----- | -------------------- | ------ | ---------------------------------- | ---------------------- |
| 01.   | Phil Bauhaus         | GER    | Bahrain Victorious                 | 3:39:58 h (43,37 km/h) |
| 02.   | Giacomo Nizzolo      | ITA    | Israel-Premier Tech                | "                      |
| 03.   | Kaden Groves         | AUS    | Team BikeExchange-Jayco            | "                      |
| 04.   | Davide Cimolai       | ITA    | Cofidis                            | "                      |
| 05.   | Alberto Dainese      | ITA    | Team DSM                           | "                      |
| 06.   | Alexander Kristoff   | NOR    | Intermarché-Wanty-Gobert Matériaux | "                      |
| 07.   | Edvald Boasson Hagen | NOR    | TotalEnergies                      | "                      |
| 08.   | Olav Kooij           | NED    | Jumbo-Visma                        | "                      |
| 09.   | Arnaud Démare        | FRA    | Groupama-FDJ                       | "                      |
| 10.   | Matteo Moschetti     | ITA    | Trek-Segafredo                     | "                      |

| Platz | Fahrer           | Nation | Team               | Zeit       |
| ----- | ---------------- | ------ | ------------------ | ---------- |
| 01.   | Tadej Pogačar    | SLO    | UAE Team Emirates  | 23:45:55 h |
| 02.   | Jonas Vingegaard | DEN    | Jumbo-Visma        | + 1:52 min |
| 03.   | Mikel Landa      | ESP    | Bahrain Victorious | + 2:33 min |
| 04.   | Richie Porte     | AUS    | Ineos Grenadiers   | + 2:44 min |
| 05.   | Jai Hindley      | AUS    | Bora-Hansgrohe     | + 3:05 min |
| 06.   | Thymen Arensman  | NED    | Team DSM           | + 3:16 min |
| 07.   | Damiano Caruso   | ITA    | Bahrain Victorious | + 3:20 min |
| 08.   | Thibaut Pinot    | FRA    | Groupama-FDJ       | + 3:37 min |
| 09.   | Pello Bilbao     | ESP    | Bahrain Victorious | + 3:51 min |
| 10.   | Giulio Ciccone   | ITA    | Trek-Segafredo     | + 4:03 min |

## Wertungen im Verlauf
| Etappe         | Etappensieger  | Gesamtwertung | Sprintwertung | Bergwertung   | Nachwuchswertung | Teamwertung                 |
| -------------- | -------------- | ------------- | ------------- | ------------- | ---------------- | --------------------------- |
| 1              | Filippo Ganna  | Filippo Ganna | Filippo Ganna | Filippo Ganna | Remco Evenepoel  | Quick-Step Alpha Vinyl Team |
| 2              | Tim Merlier    | Filippo Ganna | Filippo Ganna | Davide Bais   | Remco Evenepoel  | Quick-Step Alpha Vinyl Team |
| 3              | Caleb Ewan     | Filippo Ganna | Tim Merlier   | Davide Bais   | Remco Evenepoel  | Quick-Step Alpha Vinyl Team |
| 4              | Tadej Pogačar  | Tadej Pogačar | Tadej Pogačar | Quinn Simmons | Tadej Pogačar    | Ineos Grenadiers            |
| 5              | Warren Barguil | Tadej Pogačar | Tadej Pogačar | Quinn Simmons | Tadej Pogačar    | Bahrain Victorious          |
| 6              | Tadej Pogačar  | Tadej Pogačar | Tadej Pogačar | Quinn Simmons | Tadej Pogačar    | Bahrain Victorious          |
| 7              | Phil Bauhaus   | Tadej Pogačar | Tadej Pogačar | Quinn Simmons | Tadej Pogačar    | Bahrain Victorious          |
| Wertungssieger | Wertungssieger | Tadej Pogačar | Tadej Pogačar | Quinn Simmons | Tadej Pogačar    | Bahrain Victorious          |